# Eduardo Luján Manera
Eduardo Luján Manera (Concepción del Uruguay, 22 de agosto de 1944-Buenos Aires, 15 de agosto de 2000) fue un futbolista y entrenador argentino. Jugaba de marcador de punta o lateral. Inició su carrera en el Sacachispas Fútbol Club y fue figura en Estudiantes de La Plata.

## Trayectoria

### Como jugador
Manera brilló como jugador de fútbol desde 1966 hasta 1971, período en el que afrontó 118 partidos y convirtió 13 goles.
Su vida como futbolista había comenzado en las inferiores de Sacachispas, club en el que actuaba como delantero y desde el cual llegó a Estudiantes de La Plata en 1963. En las inferiores del club platense, dirigidas en ese entonces por Miguel Ignomiriello, integró la tercera que mata, subcampeona en 1964 y campeona en 1965.
Su buen desempeño en aquel equipo lo catapultó a la primera división albirroja. Cuando comenzó a jugar en primera, bajo la dirección de Osvaldo Zubeldía, lo hizo como marcador de punta. Su velocidad, su buen manejo y su capacidad para el cabezazo fueron las mejores virtudes que le brindó a Estudiantes, que en 1967 se convirtió en el primer club chico que ganó un campeonato en el profesionalismo.
Formó parte del equipo que ganó la Copa Intercontinental de 1968 y las Libertadores de 1968, 1969 y 1970. Integraba la zaga con Ramón Aguirre Suárez, Raúl Madero y Oscar Malbernat.

### Como entrenador
Aunque Eduardo Luján Manera se retiró como futbolista en el Avignon de Francia, siempre siguió ligado a Estudiantes. Después de su retiro, fue ayudante de campo de Zubeldía en San Lorenzo (1973) y de Bilardo en Estudiantes (1974).
Tras la incorporación de Carlos Bilardo, llamado a ser el técnico de la selección argentina luego de haber salido campeón con Estudiantes en el Metropolitano 1982, Eduardo Luján Manera condujo el equipo Pincha que se consagraría campeón del Nacional de 1983, título que consiguió en un mano a mano con Independiente.
Entonces, retocó levemente el esquema de Bilardo, cambió algunos hombres (Bertero por Delménico y Agüero por Gette o Landucci) y se lanzó a la conquista del campeonato Nacional de 1983 superando en la final a Independiente.
En La Plata, Estudiantes dio una exhibición y ganó 2 a 0 con goles de Guillermo Trama y Hugo Gottardi. En Avellaneda, sufrió y perdió 2 a 1, obteniendo el campeonato por la diferencia que significó el gol de Trama.
El equipo campeón formó con Juan Carlos Bertero; Julián Camino, José Luis Brown, Rubén Agüero, Abel Herrera; Miguel Ángel Russo, José Daniel Ponce, Alejandro Sabella, Marcelo Trobbiani; Guillermo Trama y Sergio Esteban Gurrieri.

### Un D. T. por el mundo
Después de consagrarse campeón con Estudiantes, Eduardo Luján Manera tuvo una dilatada trayectoria como técnico en la que dirigió a distintos equipos de Argentina, Colombia, México y Perú, y al seleccionado paraguayo durante la Copa América de 1989.
El reñido campeonato colombiano, de 1985, contó con equipos poderosos dotados de nóminas completas conformadas por muy buenos jugadores. Salió campeón el América de Cali, Deportivo Cali subcampeón y Millonarios tuvo que conformarse con el tercer lugar. Pero este equipo jugaba decididamente bien con jugadores de buen pie como Trobbiani, Peluffo, Juan Carlos Díaz y delanteros como Iguarán y el Búfalo de San Luis, Juan Gilberto Funes.
Millonarios de 1985 tuvo dos técnicos: Jorge Luis Pinto y Eduardo Luján Manera.
Funes se destapó marcando 32 goles y el periodista Jaime Ortíz Alvear lo bautizó el Búfalo de San Luis. Este equipo se mantuvo 30 fechas sin perder en El Campín hasta que el DIM le arrebató el invicto al ganarle 1-2 con tantos de «Coroncoro» Perea y Bernardo Iván Aristizábal para el Poderoso y Funes para el azul.
Años más tarde, Manera condujo al seleccionado paraguayo en la Copa América de 1989. En aquella competencia continental dirigiendo al seleccionado guaraní se adjudicó el primer lugar en la primera fase del grupo A, pero en la ronda final solo consiguió un empate, frente a Argentina, que los hizo finalizar en el cuarto lugar de la Copa. En total, ganó tres partidos, empató uno y perdió los tres restantes, Su efectividad al hacer 7 puntos sobre 14 (recordemos que antes eran 2 puntos por partido ganado en lugar de 3) sería del 50 % exactamente.
En 1990, Eduardo Luján Manera recaló en el club mexicano Necaxa, donde sustituyó a Aníbal Ruiz. Junto con él, también arribó el futbolista chileno Ivo Basay, quién resultaría un gran jugador en las temporadas siguientes y figura del club. Tras un torneo no muy bueno, Necaxa finalizó en la 14.ª posición, con 12 triunfos y 11 empates que no le permitieron clasificar a la liguilla y Manera sería reemplazado por un compatriota, el técnico argentino Roberto Marcos Saporiti.
Fue muy importante su llegada a Vélez Sarsfield en 1992 como director técnico en la incorporación de grandes jugadores que con el tiempo se convirtieron en grandes ídolos y figuras del club como José Luis Chilavert, Roberto Trotta, José Basualdo y Walter Pico, y la continuidad en primera de muchos juveniles como José Oscar Flores,  Omar Asad,  Christian Bassedas,Marcelo Gómez, y Mauricio Pellegrino entre otros; además de dejarle la base armada a Carlos Bianchi para que un año más tarde (1993) se transformara en campeón del fútbol argentino al ganar el Torneo Clausura 1993.
Con Vélez Sarsfield, obtuvo un subcampeonato en el torneo Clausura 1992, ganado por Newell's Old Boys, y se alejó a mitad del Apertura 1992 tras una serie de 4 derrotas consecutivas. Según Eduardo Luján Manera, «el problema de Vélez fue fundamentalmente de suerte». El equipo perdió la posibilidad de salir campeón frente a Racing Club (1 a 0) en Avellaneda a solo dos fechas de finalizar el torneo y cuando lideraba la tabla, en un partido atípico después de una racha de 7 victorias seguidas y con mucha presión propia de la situación.

### El título de Nacional B con Estudiantes
Junto con Miguel Ángel Russo, condujo al equipo que ganó el Torneo Nacional B 1994-1995 y devolvió a Estudiantes a primera división y sacando una ventaja de 11 puntos sobre el subcampeón. Logró un 80 % de eficacia a lo largo del torneo, siendo el equipo que terminó invicto en el certamen de local con 19 encuentros ganados y empatando solamente 3 y sobre un total de 18 enfrentamientos en calidad de visitante, ganó 8, empató 6 y solo 3 derrotas.
Este equipo fue récord en la divisional (y lo es hasta ahora), dirigido por Miguel Ángel Russo y Eduardo Luján Manera con un grupo de jugadores que se destacaron a lo largo de todo el campeonato como el arquero Carlos «Chiquito» Bossio (el mismo fue convocado a la selección nacional, militando en un equipo que estaba en la B), Llop, el querido y recordado «Ruso» Prátola, Ramos, Ricardo Rojas, el «Sopa» Aguilar, Rubén Capria, el «Rulo» París, la «Brujita» Verón, Armentano y Calderón, entre otros. Así, y con un récord absoluto, Estudiantes volvía a la primera división 5 fechas antes de concluido el campeonato

### La etapa final de su carrera
En Perú dirigió al club Universitario de Deportes en el año 1996, después de la destitución de Sergio Markarián. Bajo su dirección, la U jugó 32 partidos: ganó 17, empató 11 y perdió 4, uno de ellos perdidos en mesa a causa de los incidentes en el partido contra el Sporting Cristal (1-1), en dicho partido Manera tuvo una discusión muy fuerte con Sergio Markarián que por ese entonces ya era técnico del Cristal, acusándolo de haber arreglado ese partido.
Todo se generó después de tres errores arbitrales seguidos: 1.º) Una falta que merecía la expulsión de un jugador de Cristal; 2.º) un gol legítimo anulado a la U; y 3.º) Un penal a favor de Cristal. Tiempo después, Manera dijo en una entrevista que se arrepintió de esa pelea con Markarián. La campaña en Universitario fue de regular a buena, el equipo quedó en 3.er lugar en el campeonato y 2.º en la liguilla clasificatoria para la Copa Libertadores, solo clasificó a la Copa Conmebol. 
A fines de 1998, renuncia a la selección de fútbol de Guatemala y vuelve a Vélez Sarsfield, donde alcanza los cuartos de final de la Copa Libertadores de 1999 y deja la institución en junio de ese año.
En el 2000 colaboró con Carlos Bilardo en la conducción técnica del seleccionado de Libia.
Falleció el martes 15 de agosto de ese mismo año, a la edad de 55 años, víctima de una enfermedad terminal.

## Clubes

### Como jugador
| Club                    | País      | Año       |
| ----------------------- | --------- | --------- |
| Estudiantes de La Plata | Argentina | 1963-1970 |
| Avignon                 | Francia   | 1971      |

### Como entrenador
| Club                             | País      | Año       |
| -------------------------------- | --------- | --------- |
| Los Andes                        | Argentina | 1975      |
| Estudiantes de Buenos Aires      | Argentina | 1976      |
| Estudiantes de La Plata          | Argentina | 1977      |
| Cristal Caldas de Colombia       | Colombia  | 1978      |
| Deportivo Cali                   | Colombia  | 1979-1980 |
| Atlanta                          | Argentina | 1981      |
| Platense                         | Argentina | 1982      |
| Estudiantes de La Plata          | Argentina | 1983-1985 |
| Independiente Santa Fe           | Colombia  | 1985      |
| Millonarios                      | Colombia  | 1985      |
| Estudiantes de La Plata          | Argentina | 1986      |
| Selección de fútbol de Paraguay  | Paraguay  | 1988-1989 |
| Necaxa                           | México    | 1990      |
| Club Atlético Talleres           | Argentina | 1990-1991 |
| Vélez Sarsfield                  | Argentina | 1992      |
| Newell's Old Boys                | Argentina | 1993      |
| Nacional                         | Uruguay   | 1994      |
| Estudiantes de La Plata          | Argentina | 1994-1995 |
| Universitario                    | Perú      | 1996      |
| Deportivo Español                | Argentina | 1997      |
| Selección de fútbol de Guatemala | Guatemala | 1998      |
| Vélez Sarsfield                  | Argentina | 1999      |

## Palmarés

### Como jugador

#### Campeonatos Nacionales
| Título           | Club                    | País      | Año    |
| ---------------- | ----------------------- | --------- | ------ |
| Primera División | Estudiantes de La Plata | Argentina | M-1967 |

#### Campeonatos internacionales
| Título                | Club                    | Sede                      | Año  |
| --------------------- | ----------------------- | ------------------------- | ---- |
| Copa Libertadores     | Estudiantes de La Plata | Montevideo                | 1968 |
| Copa Intercontinental | Estudiantes de La Plata | Buenos Aires y Mánchester | 1968 |
| Copa Interamericana   | Estudiantes de La Plata | Montevideo                | 1969 |
| Copa Libertadores     | Estudiantes de La Plata | La Plata y Montevideo     | 1970 |

### Como entrenador

#### Campeonatos Nacionales
| Título             | Club                    | País      | Año     |
| ------------------ | ----------------------- | --------- | ------- |
| Primera División   | Estudiantes de La Plata | Argentina | N-1983  |
| Primera B Nacional | Estudiantes de La Plata | Argentina | 1994-95 |